# نبيذ أبيض
النبيذ الأبيض هو نبيذ يتخمر بدون مس قشر العنب. له لون يتراوح بين لون القش الأصفر إلى الأصفر المخضر إلى الأصفر الذهبي، واللون ينتجه التخمر الكحولي للب العنب غير الملون، مهما كان لون القشرة. للنبيذ الأبيض تاريخ يعود 2500 عام على الأقل.

## صناعة
هناك طرق عدة لإنتاج النبيذ الأبيض تختلف حسب أساليب صناعة النبيذ وحسب نوع سلالة العنب المستخدمة في الإنتاج، وحسب الحلاوة.
هناك تنوع كبير للنبيذ الأبيض بفضل تنوع أنواع العنب ومناهج صناعة النبيذ ونسب السكر المتبقي. يصنع النبيذ الأبيض في الغالب من العنب «الأبيض» الذي هو في الحقيقة أخضر أو أصفر اللون، مثل شاردوناي أو سوڤينيو أو ريزلينغ. وأحيانا يصنع النبيذ الأبيض من العنب ذي القشرة الملونة، طالما لم يلطخ النقيع، فمثلا يستخدم عنب پينو نواغ، وهو لونه أحمر داكن، في صناعة الشامبانيا.

## أنواع
والنبيذ الأبيض المر هو النوع الأكثر شيوعا من أنواع النبيذ الأبيض الكثيرة. يستحصل من التخمر الكحولي الكامل للنقيع، وهو أكثر إنعاشا وعطرا. أما الأنواع الحلوة، فتصنع بإيقاف عملية التخمر قبل أن يتحول كل سكريات العنب إلى الكحول. هناك مناهج عديدة لإثراء النقيع بالسكر: الإطالة في الإيناع على الكرمة أو التجفيف النسبي لتركيز السكر أو استخدام نوع معين من الفطر مسمى «العفن الشريف». والنبيذ الفوار، والذي هو في أغلب الأحيان نبيذ أبيض، هو النبيذ الذي يتبقى ثنائي أكسيد الكربون الناتج عن عملية التخمر منحلا في النبيذ فيصبح غازا عند فتح القنينة.

## تناول
كثيرا ما يتناول النبيذ الأبيض فاتحا للشهية قبل وجبة أو مع الحلوى التي يختم بها الطعام أو شرابا منعشا بين وجبتين. يعتبر النبيذ الأبيض أكثر إنعاشا وأخف على مستوى الطعم مقارنة بنظيره النبيذ الأحمر. وإضافة لذلك، يستخدم النبيذ الأبيض في الطبخ لحمضه وعطره وقدرته على تليين اللحوم ونزع جلوة الصلصات.

## معرض صور

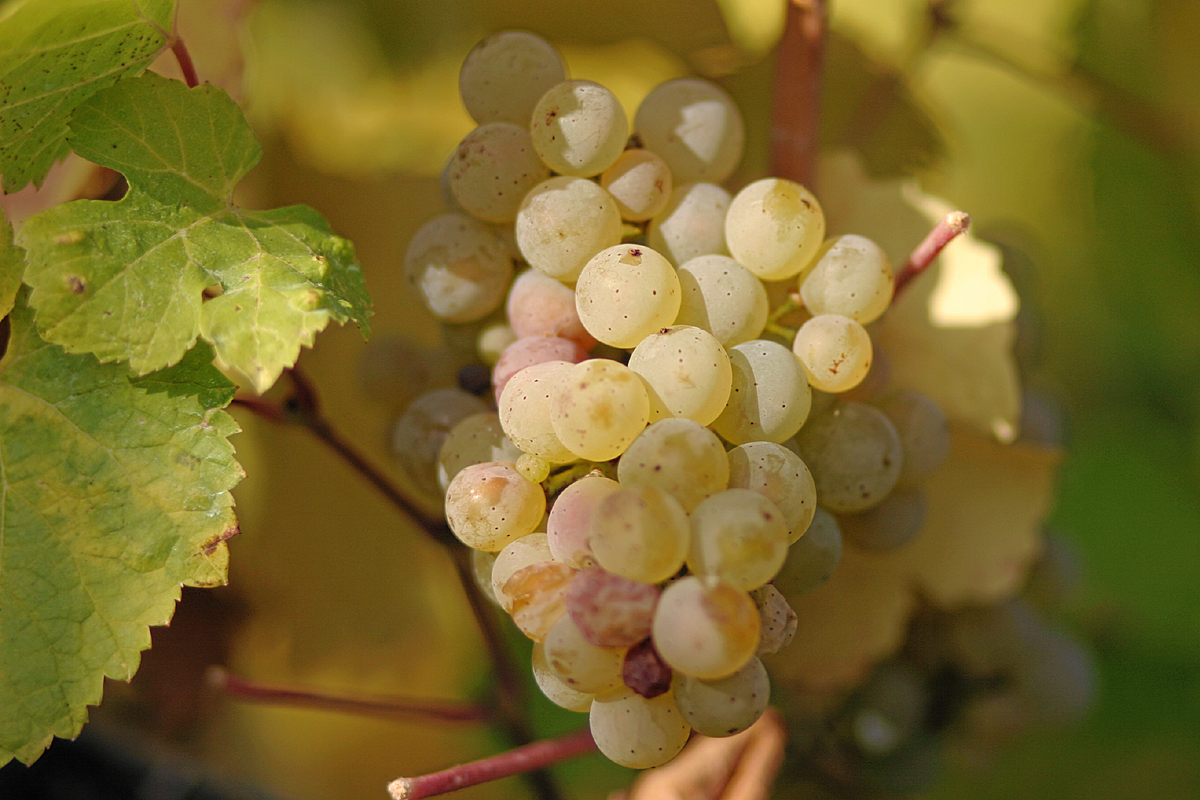
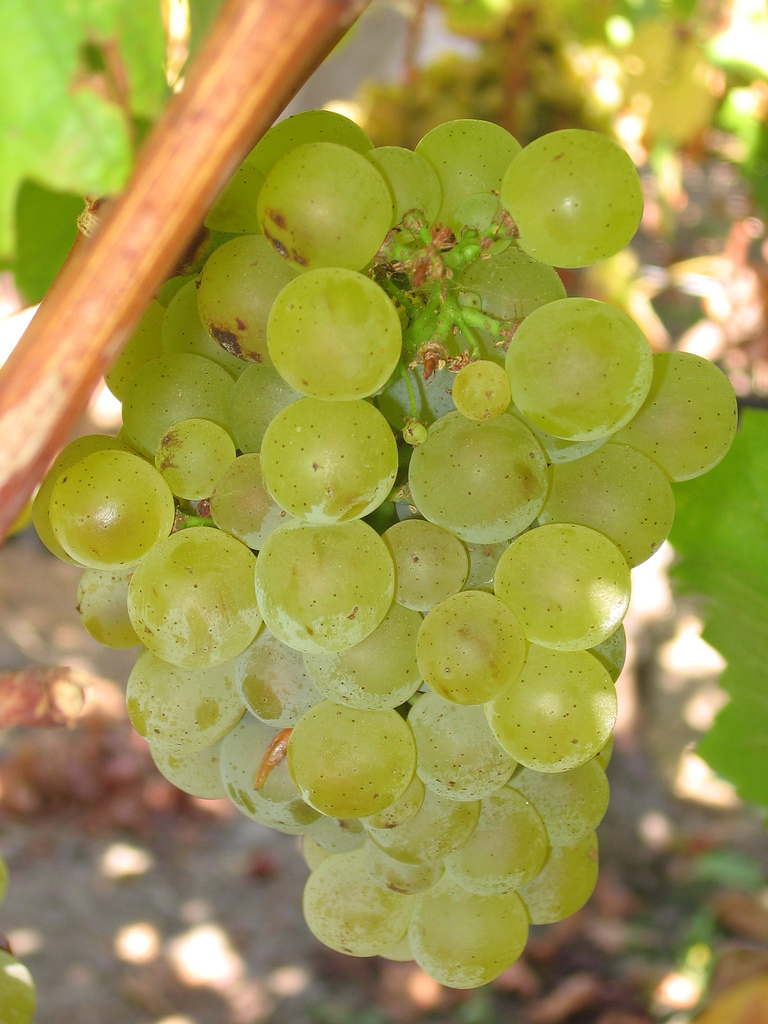
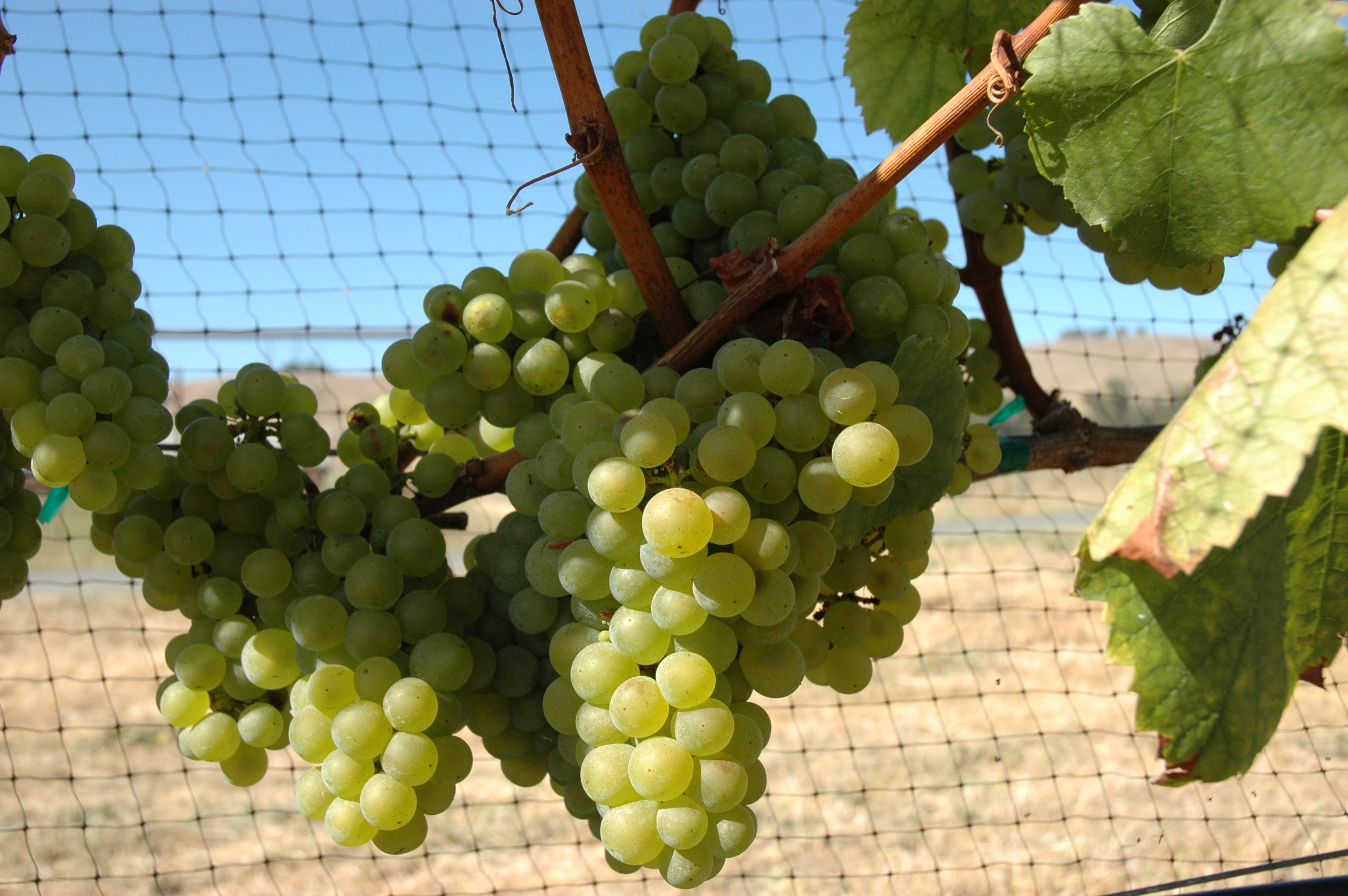
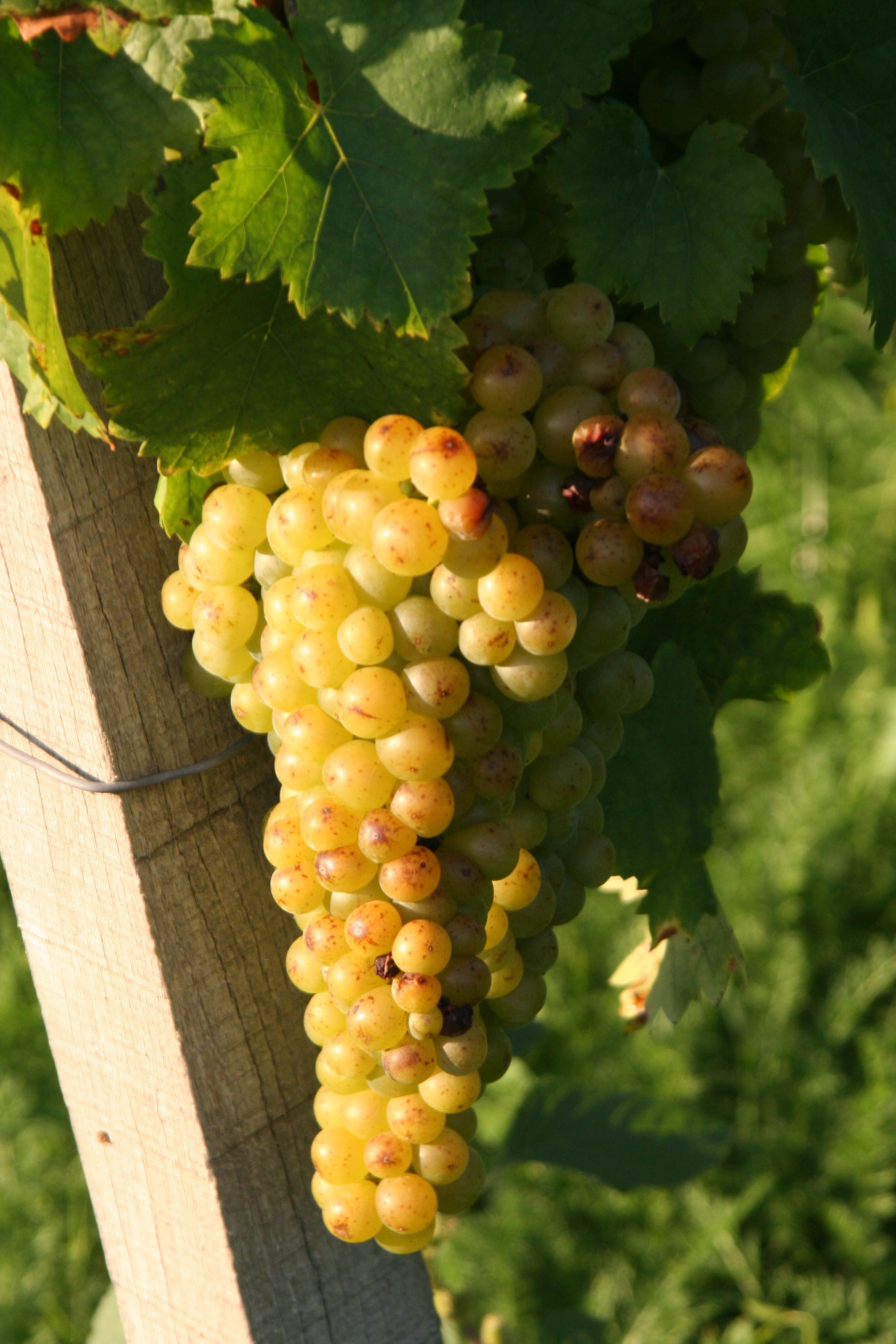

## اقرأ أيضاً
- صناعة النبيذ